# 南菜生のLIKE SONG
『南菜生のLIKE SONG』（みなみなおのライク ソング）は、KKBOX Japanが運営を行うインターネットラジオ局・BSCラジオで2018年11月7日から配信されていたラジオ番組。

## 概要
PassCodeの南菜生が影響を受けた音楽、普段聴いている音楽をリスナーと共有していこうというコンセプトの番組。Backstage Café（現BSCラジオ）の開局当初から南が担当している番組であり、放送枠であった。
開局から2020年6月26日まで東京・原宿の「THE SHARE」内に併設されていたカフェラウンジ「私立珈琲小学校 音楽室」で収録放送の時を除き、スタジオの様子を観覧することができた。
現在は、南の本拠地である大阪府にある事務所などからリモート出演することがあった。
2022年5月からは不定期で南が気になるアーティストをゲストに迎えて2週に渡ってトークしている。
番組で流した楽曲はプレイリストとしてうたパスで公開されているほか、番組のアーカイブ配信もおこなっている。
メッセージはハッシュタグ「#ライクソング」をつけたツイートとメッセージフォームから募集している。

## 現在の配信時間
本配信
- 毎週火曜日 20:00 - 21:00（2022年5月10日 - 、2023年12月26日）[3]

再配信
- 毎週水曜日（火曜日深夜） 0:00 - 1:00（2021年5月18日（17日深夜） - 、）※本配信の翌週に再配信[4]
- 毎週土曜日 BSCサタデー内 21:00 - 22:00（2021年7月18日 - 、） ※本配信の翌週に再配信[4]

なお、改編期、正月やお盆などは配信休止になることがある。

### 過去の配信時間
本配信
- 毎週火曜日 19:00 - 20:00（2021年7月7日 - 、2022年4月26日）[6]
- 毎週火曜 20:00 - 21:00（2019年5月7日 - 2021年6月30日）[7]
- 毎週水曜 18:00 - 19:00（2018年11月7日 - 2019年4月29日）[2]

再配信
- 毎週火曜日 21:00 - 22:00（2021年7月14日 - 、2022年5月3日）※本配信の翌週に再配信[4]
- 毎週水曜 12:00 - 13:00（2018年11月14日 - 2019年4月29日）※本配信の翌週に再配信[8]

## コーナー
今週のPassCode
今週、オススメしたいPassCodeの楽曲を流すコーナー。
南菜生に逆レコメン!
2019年5月からスタートした南にオススメしたい楽曲を募集するコーナー。現在はテーマも設けている。
ケンミンMUSIC SHOW（仮）
不定期コーナー。お題となる都道府県の出身アーティスト（有名・無名問わず）を募集し、紹介するコーナー。
番組の合間合間には実況ツイートやメッセージを紹介している。

### 過去のコーナー
今週の「情景と音楽」
毎回、南がくじで引いた2つの単語にちなんだ曲を選曲していた。

## 代役
2018年
- 8月13日 - 白井將人（Halo at 四畳半）[13]

## ゲスト
2018年
- 11月28日 - Kid'z（MY FIRST STORY）、谷村有暁（iTONY ENTERTAINMENT代表）[14]

2019年
- 4月24日 - 渡井翔汰、白井將人（Halo at 四畳半）[15]
- 7月2日 - 佐々木敦（PassCodeの音響担当）[16]
- 9月10日 -  高嶋楓、大上陽奈子（PassCode）[17]
- 9月17日 - AliA[18]
- 12月24日 - コショージメグミ（Maison book girl）[19]

2020年
- 1月7日 - 高嶋楓、大上陽奈子（PassCode）[20]

2022年
- 5月17日、5月24日 - ハンブレッダーズ[3]
- 6月7日、6月14日 - 真山りか、星名美怜（私立恵比寿中学）[21][22]

この他、生放送中に飛びこみでメンバーが出演する時もある。

## エピソード・備考
- 2020年10月6日の配信で『Anything New』のフルサイズを初めてオンエアをした[23]。
- 2023年12月26日の最終回の配信は90分スペシャルとなり[24]、トレンド入りも果たした。